# William O'Malley
William O'Malley (Buffalo, Nueva York, 18 de agosto de 1931-15 de julio de 2023) fue un sacerdote católico y jesuita estadounidense, además de escritor y actor. Se graduó en el Colegio de la Santa Cruz en 1953. Ha sido profesor de teología en la Escuela Preparatoria de Fordham en el Bronx, profesor asociado de teología en la Universidad de Fordham y especialista en temas de teodicea, moral cristiana y matrimonio.

## Biografía
O'Malley fue ordenado sacerdote el 19 de junio de 1963. Antes de ir a Fordham, O'Malley enseñó inglés y teología durante 22 años en la McQuaid Jesuit High School de Rochester (Nueva York).

## El exorcista
O'Malley es conocido por su interpretación del padre Dyer en la película El exorcista, de la que fue también asesor técnico. También apareció en el capítulo de E! True Hollywood Story sobre la película. Dirigió 99 obras teatrales y musicales con estudiantes y adultos.

## Escritor
Como autor, publicó 37 libros, entre los que destacan Choosing to Be Catholic, Why Be Catholic?, God: The Oldest Question, Meeting the Living God, Building Your Own Conscience y The Fifth Week. Su libro Help My Unbelief, ganó el premio al mejor libro católico en 2009.